# Xã Osage, Quận Camden, Missouri
Xã Osage (tiếng Anh: Osage Township) là một xã thuộc quận Camden, tiểu bang Missouri, Hoa Kỳ. Năm 2010, dân số của xã này là 4.945 người.